# Peter Jennings
Peter Charles Archibald Ewart Jennings, född 29 juli 1938 i Toronto i Ontario, död 7 augusti 2005 på Manhattan i New York City i New York, var en kanadensiskfödd amerikansk journalist som var nyhetsankare för World News Tonight på TV-kanalen ABC i 22 år, från 1983 till 2005.